# リヴィウ駅
リヴィウ駅（ウクライナ語: Льві́в-Головни́й）は、ウクライナのリヴィウにある鉄道駅。

## 概要
1904年開業。小規模な旧駅（1862年）に代わるリヴィウの新しい玄関口として建設された。当時のリヴィウはオーストリア＝ハンガリー帝国の一部であり、帝国内で流行していたアール・ヌーヴォーが駅舎のデザインに取り入れられた。
第二次世界大戦中、駅は大きな損傷を受けた。特にトレインシェッドは全壊してしまったが、戦後に復興した。近年の改修工事では古典的な様式と調和する範囲で現代的な設備も導入された。
ウクライナにおけるヨーロッパへの窓口となっており、ドイツ、ポーランド、ハンガリー、オーストリア方面への国際列車が発着している。駅前にリヴィウ市電の乗り場がある。

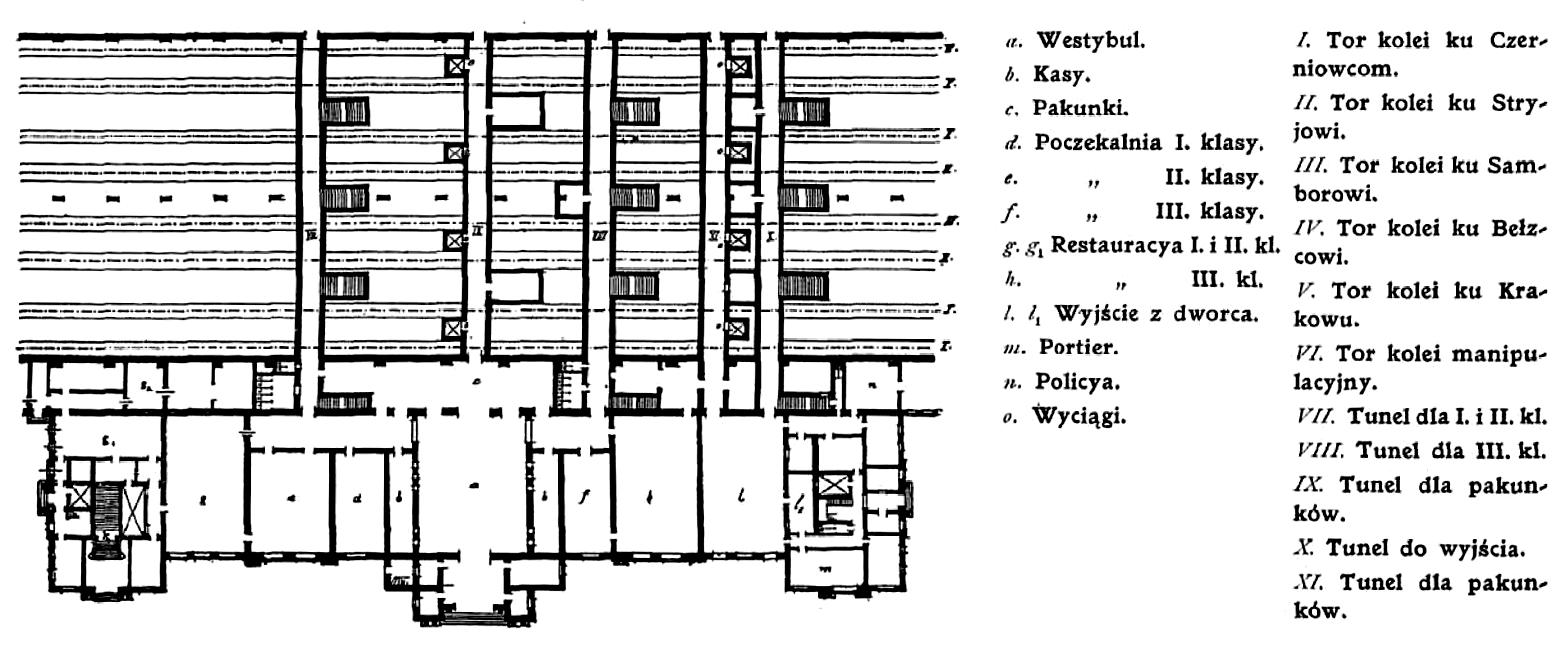
平面図
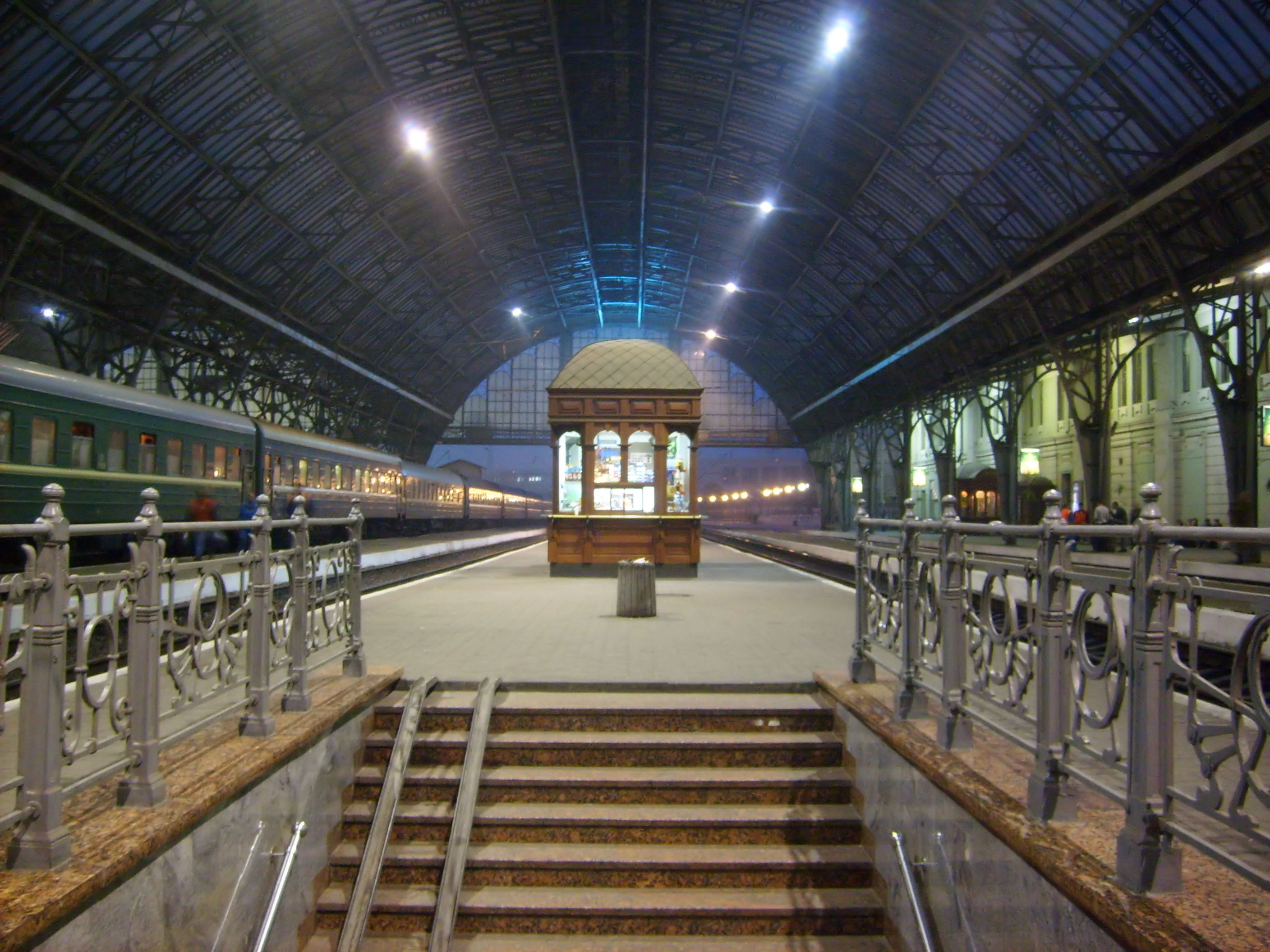
プラットフォーム
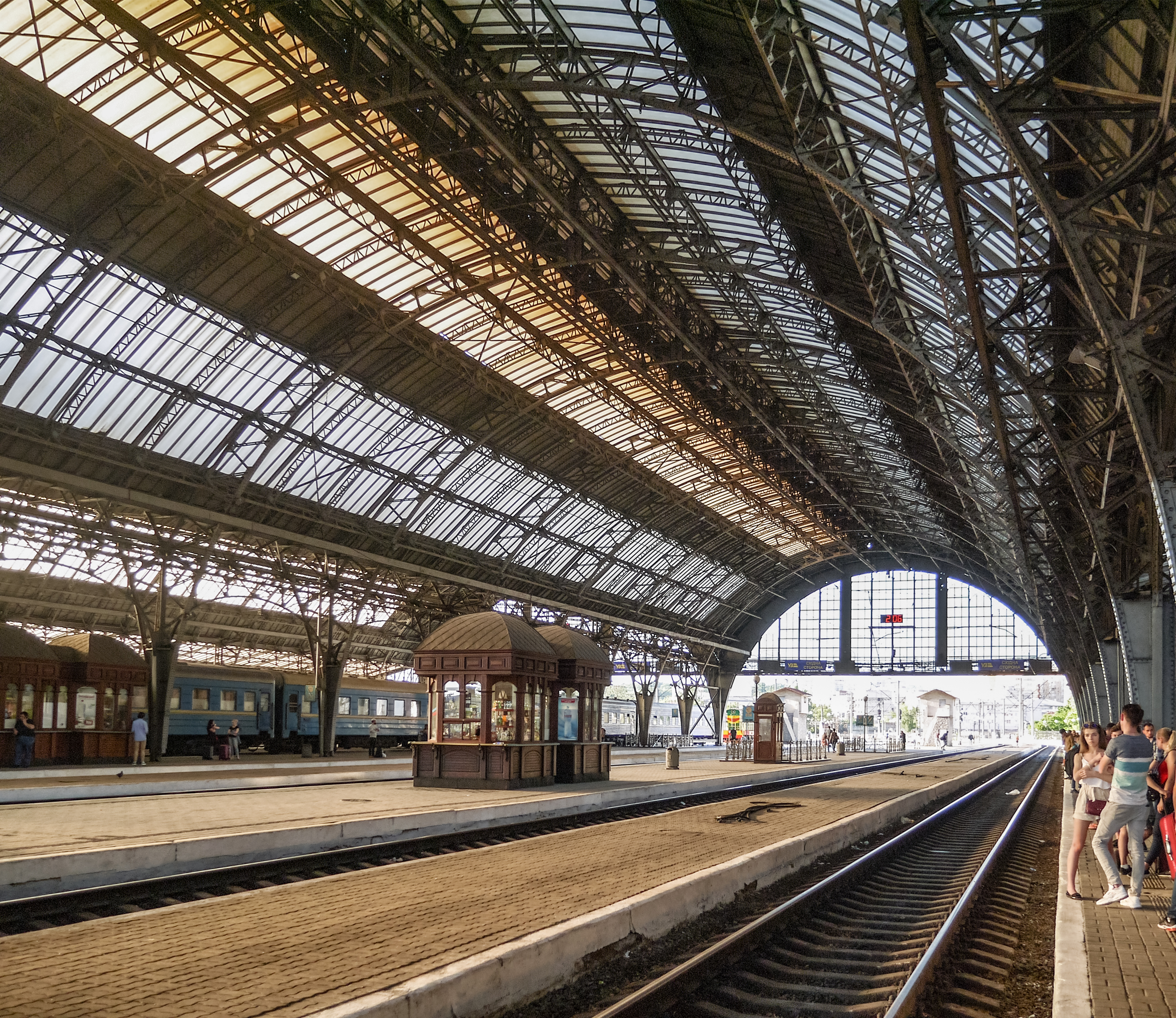
トレインシェッド
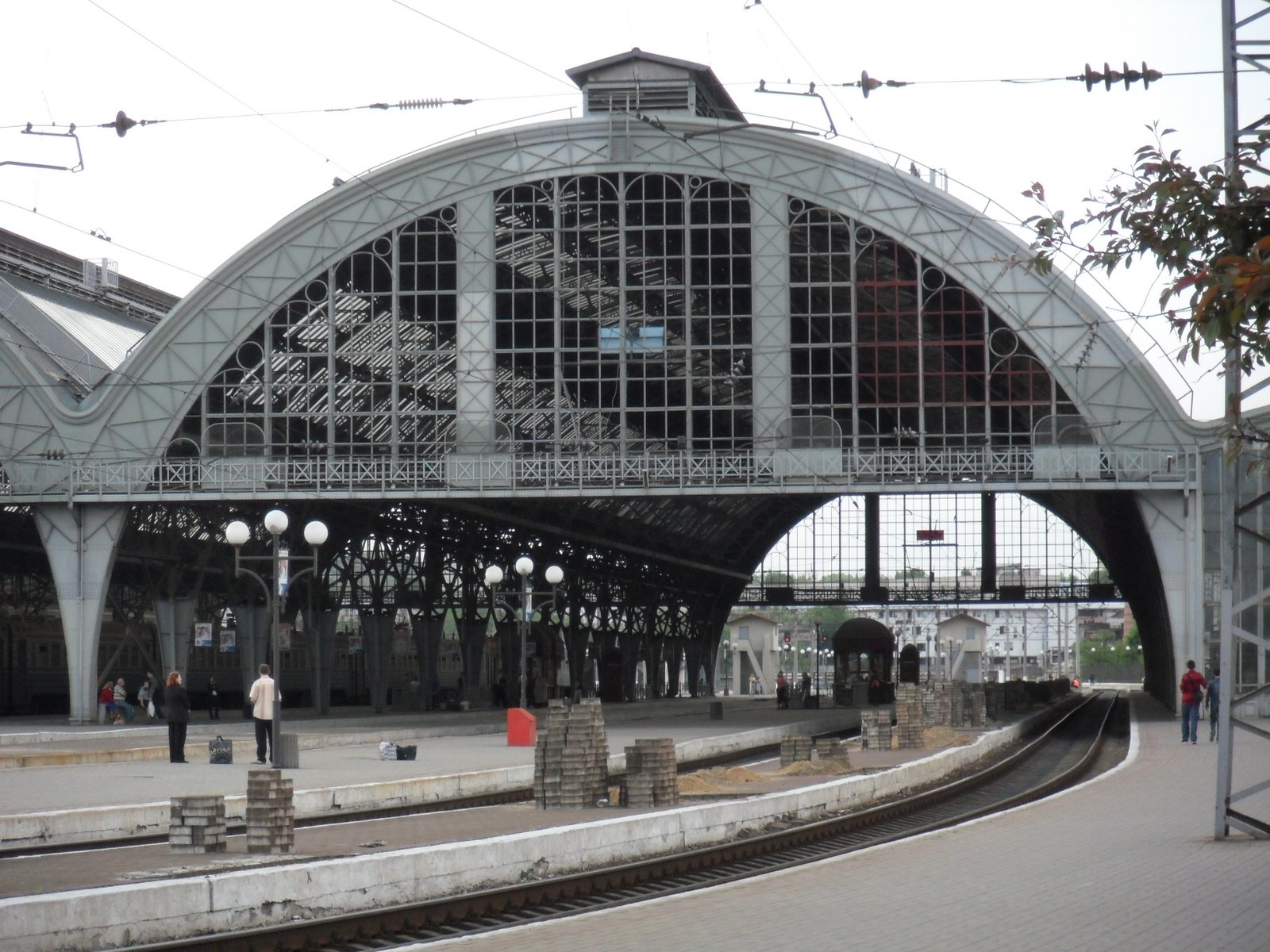
トレインシェッド外観
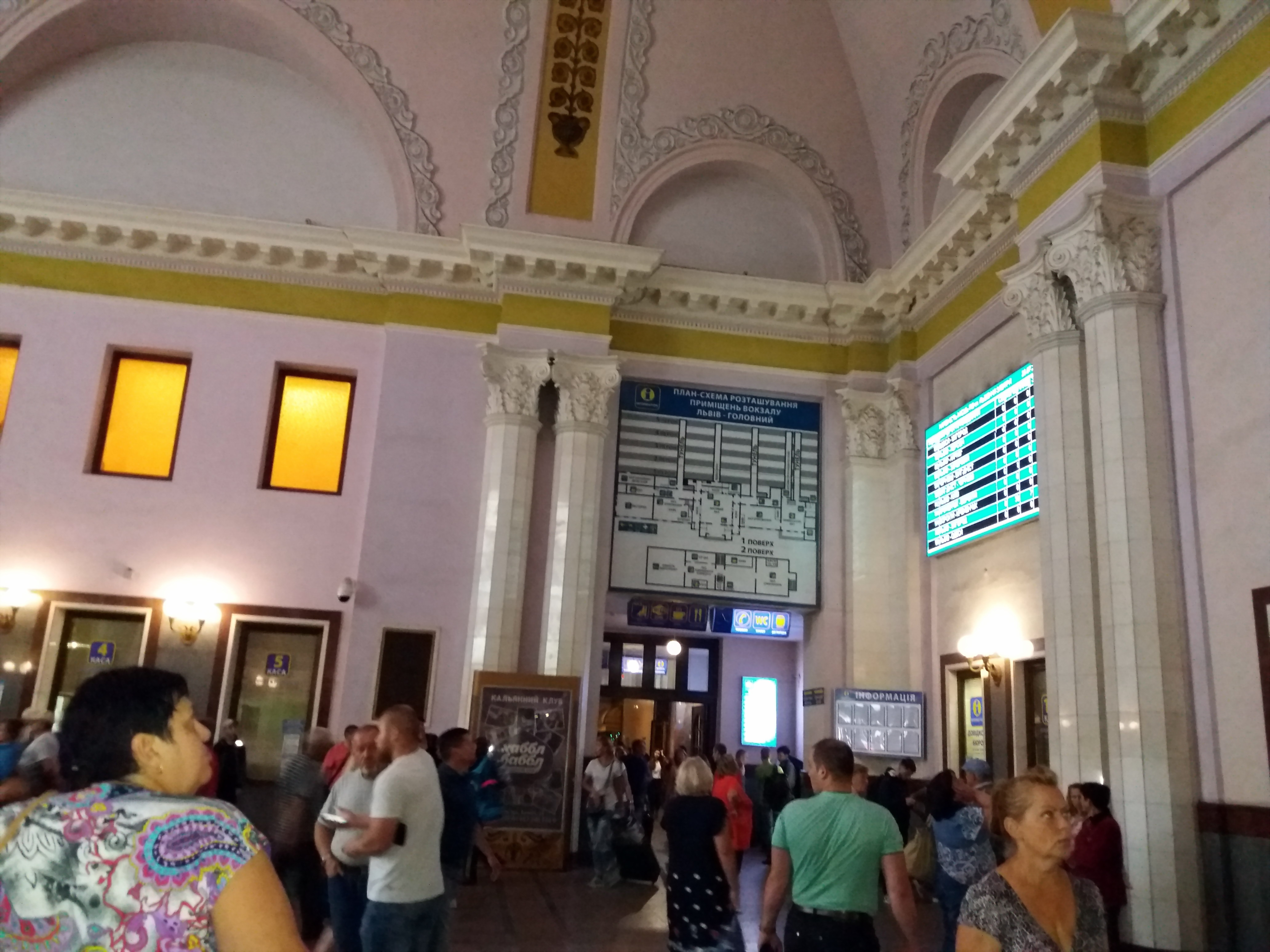
駅舎内部
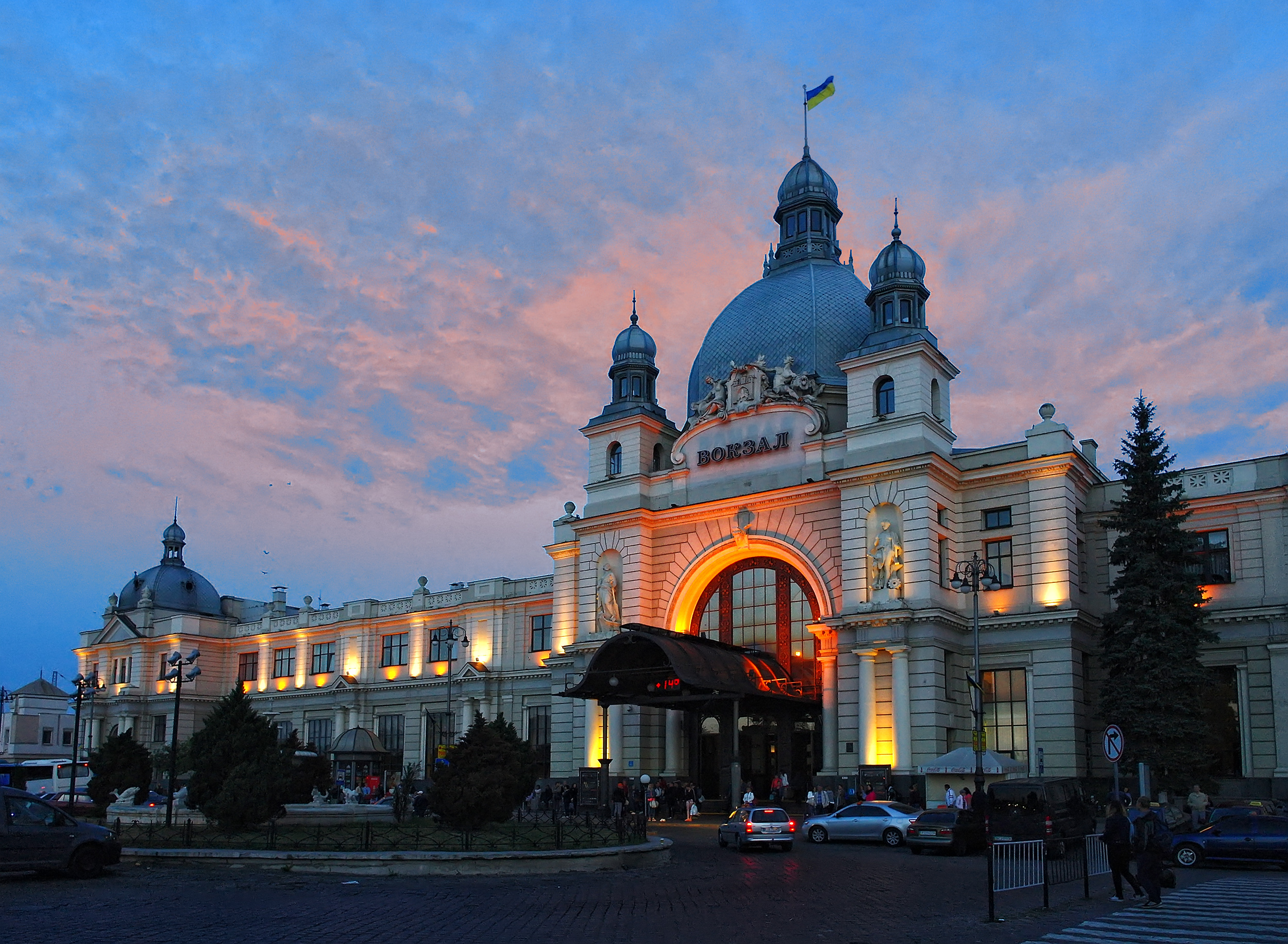
ライトアップ